# روميو جوزاك
روميو جوزاك (11 أكتوبر 1972) هو مدرب كرة قدم وإداري كرواتي ومتخصص في برامج تطوير اللاعبين، وُلد في مدينة رييكا. شغل عدة مناصب تنفيذية وتقنية بارزة من بينها مدير أكاديمي في دينامو زغرب، المدير الفني التقني في الاتحاد الكرواتي لكرة القدم، ومدرّب نادي ليغيا وارسو البولندي، ومدير فني ومدرّب لمنتخب الكويت. كما استثمر في أكاديمية بلاست إف سي في الولايات المتحدة وتولى مناصب تقنية في برامج تطوير المواهب بالمملكة العربية السعودية.

## التعليم والخلفية الأكاديمية
حصل روميو جوزاك على درجة الدكتوراه في علم الحركة التطبيقي من جامعة زغرب، ويُعرف عنه دمجهِ المنهج العلمي في برامج اكتشاف وتطوير المواهب الكروية، وإعداد "منهج التطوير" الذي اعتمدته جهاتٍ كرواتية متخصصة. كما عمل محاضرًا في مجالات التدريب واكتشاف المواهب.

## المسيرة المهنية

### بدايات ومسؤوليات في كرواتيا
اشتُهِر جوزاك بدوره في منظومة شباب نادي دينامو زغرب، حيث قاد برامج تطوير الأكاديمية لسنوات، ثم انتقل للعمل في الاتحاد الكرواتي لكرة القدم مُتولّياً مناصب فنية وتقنية بين 2010 و2017؛ إذ ساهم في صياغة منهجية تطوير لاعبي الشباب التي رُبطت لاحقًا بصعود عدد من اللاعبين الكروات إلى المشهد الدولي.

### دينامو زغرب
شغل مناصب تنفيذية وأكاديمية في نادي دينامو زغرب، حيث وُجّهت إليه صفة المهندس التقني لمنهجية الشباب داخل النادي قبل انتقاله لاحقًا إلى الاتحاد الكرواتي. دورُه في الأكاديمية شمل منهجيات تقييم اللاعبين وبرامج التدريب الطويلة الأمد.

### ليغيا وارسو
في 13 سبتمبر 2017 عين نادي ليغيا وارسود جوزاك مدرّبًا للفريق الأول، وعُرض ذلك في مؤتمرات صحفية محلية وتغطية إعلامية بولندية ودولية؛ انتهت فترة قيادته للنادي في أبريل 2018 إثر قرار إقالة إدارِي إثر نتائج متذبذبة.

### منتخب الكويت
في يوليو 2018 تعاقد الاتحاد الكويتي مع روميو جوزاك لتولي منصب المدير الفني لمنتخب الكويت، وأكد خبر التعيين وسائل إعلامية دولية نقلاً عن بيان رسمي وتصريحات جوزاك على وسائل التواصل. انتهت العلاقة رسمياً في سبتمبر 2019 بعد نتائج ضمن تصفيات كأس العالم، ونشرت وكالات أنباء عربية وتقارير دولية نبأ الإقالة.

### استثمار أكاديمي
أعلن موقع نادي بلاست في كولومبوس (أوهايو)، دخول روميو جوزاك كشريك ومستثمر رئيسي ورئيس تنفيذي للأكاديمية في يناير 2021.

### برنامج تطوير المواهب
تولّى جوزاك منصب المدير الفني لبرنامج Future Falcons التابع للاتحاد السعودي، وقد ظهرت تصريحاته في تقارير صحفية محلية وإقليمية حول شراكات البرنامج مع أندية أوروبية (من بينها اتفاقيات مع إشبيلية ويوفنتوس)، كما شارك في فعاليات ومعسكرات تطوير اللاعب السعودي ضمن البرنامج.

## المنهج التدريبي وفلسفة التطوير
يعتمد جوزاك على منهجية تطوير طويلة الأمد تجمع بين البحوث العلمية والقياسات الكينيسيولوجية وتدريب المهارات التكتيكية والفنية والسلوكية لدى اللاعبين الصغار. غالبًا ما يركّز على «اكتشاف المواهب مبكرًا» وإعداد مسارات تدريب متدرجة قابلة للقياس. وقد تحدث عن ذلك في مقابلات وندوات متخصصة وورش عمل دولية.
| الفترة                   | الفريق       | المنافسة                                  | مباريات | انتصارات | تعادلات | خسائر |        |
| ------------------------ | ------------ | ----------------------------------------- | ------- | -------- | ------- | ----- | ------ |
| سبتمبر 2017 – أبريل 2018 | ليغيا وارسو  | الدوري البولندي                           | 22      | 11       | 5       | 6     | [ 20 ] |
| سبتمبر 2017 – أبريل 2018 | ليغيا وارسو  | كأس بولندا                                | 3       | 1        | 1       | 1     | [ 21 ] |
| سبتمبر 2017 – أبريل 2018 | ليغيا وارسو  | تصفيات الدوري الأوروبي                    | 3       | 2        | 0       | 1     | [ 22 ] |
| يوليو 2018 – سبتمبر 2019 | منتخب الكويت | مبارياته الرسمية (تصفيات كأس العالم/آسيا) | 8       | 3        | 2       | 3     | [ 23 ] |
| يوليو 2018 – سبتمبر 2019 | منتخب الكويت | المباريات الودية الدولية                  | 4       | 2        | 1       | 1     | [ 24 ] |

## إنجازات
- إعداد منهج التطوير المعتمد جزئيًا في كرواتيا والذي استُخدم كمرجع في برامج الأكاديميات الكرواتية.[25]
- مناصب قيادية تنفيذية وفنية على مستوى أندية ودول (دينامو زغرب، الاتحاد الكرواتي، ليغيا وارسو، منتخب الكويت، الصقور المستقبلية بالسعودية).[26]
- استثمار وتطوير أكاديمي في الولايات المتحدة.[27]

## نقد وملاحظات عملية
واجهت تجارب جوزاك في مواقع الأندية الكبرى ضغوط نتائج سريعة أدت إلى فترات قصيرة أحيانًا (كما حدث لدى ليغيا وارسو)، بينما حظي بتقدير واسع في مجال تطوير الأكاديميات ومنهجية التدريب؛ لذا تُقوّم أداؤه الاختلافية بين بيئة التطوير الطويل الأمد وبيئة الأندية ذات الضغط التنافسي الفوري.

## روابط خارجية
- Transfermarkt (ملف شامل لمسيرته وتفاصيل التعليم)
- تدوينة إخبارية عن تعيينه في ليغيا (بولندا)
- TVP Sport (نشرة عن إقالته من ليجيا)
- ESPN (نقلاً عن Reuters) حول تعيينه في منتخب الكويت
- Arab Times (نشرة عن إقالته من الكويت)
- Blast FC (بيان رسمي عن استثماره في الأكاديمية)
- CroatiaWeek (مقال)
- مقابلة وتحليل حول التعليم التدريبي
- إعلان شراكة Sevilla مع Future Falcons، تصريحات عن دور جوزاك
- بيان Juventus عن اتفاق مع Future Falcons (يوثّق شراكات البرنامج)